# Ремигайло, Иван Викторович
Ива́н Ви́кторович Ремигайло (род. 22 мая 1929, Устиновка, Лисичанский район Луганской области) — советский рабочий, водитель, бригадир комплексной механизированной бригады, Герой Социалистического Труда.

## Биография
Родился в 1929 году на Украине.
Трудовую деятельность начал в 1943 году. Окончил техникум. Работал инструктором в автошколе на Алтае, водителем в Магадане. Участвовал в строительстве химического комбината в Северодонецке на строительстве химического комбината.
Приехал в Тольятти из Донбасса. Инициатор создания комплексной механизированной бригады автотранспортного участка № 3 управления автомобильного транспорта ПСМО «Куйбышевгидрострой», которую и возглавлял с 1967 по 1985 год. Работал на строительстве Волжского автозавода и Автозаводского района Тольятти. Разработал экономичный метод подготовки котлованов к строительству сооружений.
С 1989 по 1993 год работал на строительстве промышленных объектов в Ираке.
Будучи членом областного комитета защиты мира, Ремигайло объездил двадцать стран. Встречался с руководством страны — Брежневым и Подгорным.
С 1993 года находится на пенсии. Проживает в Тольятти.

## Награды
- Герой Социалистического Труда (1973).
- Орден Ленина (1973)
- Орден Октябрьской Революции.
- Медаль «За доблестный труд»